# NGC 3973
NGC 3973 este o galaxie spirală situată în constelația Leul. A fost descoperită în 15 martie 1855 de către William Parsons, 3rd Earl of Rosse⁠(d).